# باشگاه فوتبال اتلتیکو اتاوا
باشگاه فوتبال اتلتیکو اتاوا (به انگلیسی: Atlético Ottawa ) یک باشگاه فوتبال در شهر اتاوا،انتاریو در کشور کانادا می‌باشد که در لیگ برتر کانادا بازی می‌کند.